# Akademikeralliansen
Akademikeralliansen (av organisationen själv skrivet AkademikerAlliansen) är en förhandlingsorganisation i kommunal och regional sektor, bestående av 16 Saco-förbund. Motparter är Sveriges Kommuner och Regioner (SKR) och Sobona.
Akademikeralliansens verksamhet drivs genom ett representantskap som är det högsta beslutande organet och en förhandlingsdelegation, som bedriver förhandlingsarbetet och andra löpande uppdrag, till exempel bemanning av styrelser och andra partsgemensamma organ.

## Historia
Akademikeralliansen bildades i sin första form 1993, efter att sammanslutningen Saco-K lagts ner. Den nybildade Akademikeralliansen bestod av 10 förbund, medan 10 andra Saco-förbund utan egen partsställning stod utanför. Den främsta orsaken till detta var olika lönefilosofi och lönestruktur i medlemsgrupperna. De 20 förbunden samverkade och samförhandlade i avtalsrörelserna 1995 och 1998. Därefter meddelade motparterna Kommunförbundet och Landstingsförbundet att Akademikeralliansen inte skulle få fortsatt egen partsställning om den inte samlade alla förbunden. Den 17 november 1999 bildades därför den nya Akademikeralliansen, bestående av 19 förbund. 